# ロンベール
ロンベール （Lombers）は、フランス、オクシタニー地域圏、タルヌ県のコミューン。

## 地理
県中央部に位置し、アスー川が流れる。レアルモンとは5km離れている。村を山が見下ろしており、そこには1632年まで城があった。

## 歴史
最初に城について記されたのは1032年、町については1045年である。ロンベールは1622年まで要塞であった。
1165年、カタリ派と、ローマ教皇を頂点とするキリスト教徒の最初の対立が、アルビ司教区内であるロンベールで起きた。この会合はロンベール会議と呼ばれたが、むしろ集まった世俗の領主や家臣、そして聖職者のメンバーから調停者を任命しなければならなかった。
異端カタリ派の伝播が含まれているため、アルビ司教ギヨームは、当時およそ2000人の住民がいたアルビジョワの重要都市ロンベールで1165年5月に会議を招集した。この会議に出席したのは南部の大司教、司教、修道院長たちだった（ナルボンヌ、ニーム、トゥールーズ、アグド、カストル、ガヤック）。
伝えられるところでは、この行事の結果として、カタリ派はアルビジョワ派という別称を獲得したが、この発祥について議論されている。1176年に第2回会議がロンベールで開かれた。ローマ教皇の後援を受けたシモン4世・ド・モンフォールは対カタリ派の戦いにおいて頭角を現し、ロンベールとその城壁へ侵攻した。ロンベールの地元での優位性は、1272年にレアルモンのバスティッドが建設されたことで消滅した。
ユグノー戦争の間、ロンベールの町はカトリックとプロテスタントの両勢力の間を行ったり来たりしていた。城は頂の上に配置され、平地にある市街は異なる勢力の手から手に繰り返しわたった。1615年、ロンベールはパナ子爵の名の下で戦うサン・ミシェル隊長に包囲された。土地から撤退してもらうために、隊長に15000リーヴルの大金が支払われた。
1622年、プロテスタント勢力によって町は燃やされ、要塞は焼失した。その後、リシュリューは封建時代の要塞の破壊を命じ、城は城壁と同様に破壊された。

## 人口統計
| 1962年 | 1968年 | 1975年 | 1982年 | 1990年 | 1999年 | 2006年 | 2014年 |
| ------ | ------ | ------ | ------ | ------ | ------ | ------ | ------ |
| 919    | 919    | 854    | 826    | 807    | 856    | 984    | 1115   |

参照元:1962年から1999年までは複数コミューンに住所登録をする者の重複分を除いたもの。それ以降は当該コミューンの人口統計によるもの。1999年までEHESS/Cassini、2006年以降INSEE。